# Transadriatische Pipeline

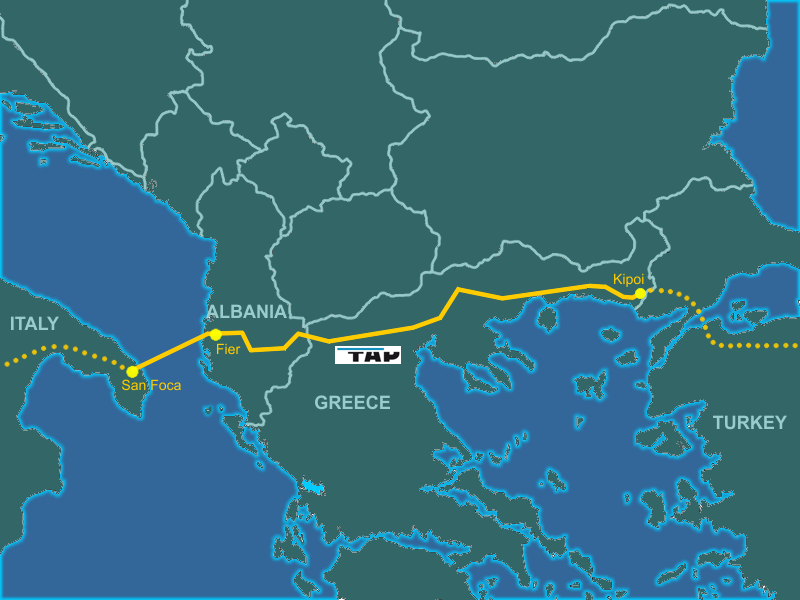
Verlauf der Pipeline

Die Transadriatische Pipeline (auch Trans-Adria-Pipeline), offizieller englischer Name Trans Adriatic Pipeline (TAP), ist eine 878 Kilometer lange Erdgaspipeline. Seit dem 31. Dezember 2020 leitet sie aserbaidschanisches Gas durch Griechenland, Albanien und das Adriatische Meer nach Süditalien. Die TAP ist in Kipoi an der türkisch-griechischen Grenze mit der Transanatolischen Pipeline (TANAP) verbunden, die Erdgas aus dem kaspischen Raum durch die Türkei nach Westen transportiert. Mit dem Bau der TAP ist 2015 begonnen worden.
Die Transadriatische Pipeline ging planmäßig im Jahr 2020 in Betrieb. Die Pipeline ist von geopolitischer Bedeutung und reduziert die Abhängigkeit von russischen Gaslieferungen, insbesondere in Italien. Auch Bulgarien ist angeschlossen und kann bis zu einem Drittel des Bedarfs durch die Pipeline decken. Die Transportleistung der TAP-Pipeline ist auf zehn bis zwanzig Milliarden Kubikmeter Erdgas pro Jahr veranschlagt. Zur Pufferung der Gaslieferung bei Engpässen und Unterbrechungen umfasst das Projekt auch einen Gasspeicher in Albanien, wo es noch keinen Markt für Erdgas gibt.

## Südlicher Gaskorridor
Die Transanatolische Pipeline und ihre Verlängerung TAP sind Teil des sogenannten „Südlichen Gaskorridors“. Von der italienischen Anlande-Station der Trans-Adria-Pipeline in Melendugno aus kann das Erdgas zu den europäischen Märkten wie Deutschland, Frankreich und Großbritannien transportiert werden. Auch russisches Gas aus der Pipeline Turkish Stream könnte transportiert werden. Durch eine geplante Ionisch-Adriatische Pipeline könnten weitere Märkte in Südosteuropa wie Kroatien, Bosnien und Herzegowina und Montenegro angebunden werden.
Mit der TAP konkurrierte die Nabucco-West-Pipeline um aserbaidschanische Erdgas-Ressourcen. Die Planungen für Nabucco wurden 2013 offiziell eingestellt.
Mit der Inbetriebnahme des südlichen Gaskorridors endete das Monopol von Gazprom auf dem bulgarischen Markt, das rund eine Milliarde Kubikmeter Erdgas aus Aserbaidschan bezieht. In Italien, das über die TAP rund acht Milliarden Kubikmeter Erdgas pro Jahr bezieht, erhält Gazprom eine große Konkurrenz. Gleiches gilt für Griechenland, das auch rund eine Milliarde Kubikmeter Erdgas erwirbt.
Die 182 Kilometer lange Pipeline zwischen der griechischen Stadt Komotini und bulgarischen Stadt Stara Sagora wurde im Oktober 2022 eröffnet.

## Technische Daten
Die TAP ist insgesamt 878 Kilometer lang, davon sind in Griechenland 550 km verlegt, in Albanien befindet sich mit dem höchsten Punkt auf 2100 m ü. A. ein Teilabschnitt von 215 km und der bis zu 810 Meter tiefe Unterwasserabschnitt durch die Adria misst 105 km. Sie ist auf eine Transportkapazität von 20 Mrd. Nm³ pro Jahr ausgelegt. Die Pipeline besteht aus rund 55.000 Röhrensegmenten mit einem Gewicht von insgesamt 520.000 Tonnen. Es sind drei Kompressorstationen installiert, die mit 3 × 15 MW Nennleistung das Erdgas durch die Röhre (Durchmesser 1,2 m; Wandstärke 20–34 mm) drücken. Ein 38 m breiter Schutzstreifen (in Bergregionen 18 m) reduziert das Beschädigungsrisiko.
Die Kosten werden auf rund fünf Milliarden Euro geschätzt, wovon 3,9 Milliarden Euro fremdfinanziert sind.

## Unternehmen
Die Trans Adriatic Pipeline AG ist eine Aktiengesellschaft nach Schweizer Recht mit Sitz in Baar, Schweiz. Es handelt sich um ein Joint Venture von sechs Energieunternehmen, die sich für Planung und Bau der TAP-Erdgaspipeline zusammengeschlossen haben.
| Firma        | Firmensitz             | Anteil |
| ------------ | ---------------------- | ------ |
| BP           | Vereinigtes Königreich | 20 %   |
| SOCAR        | Aserbaidschan          | 20 %   |
| Snam         | Italien                | 20 %   |
| Fluxys       | Belgien                | 19 %   |
| Enagás       | Spanien                | 16 %   |
| Axpo Holding | Schweiz                | 05 %   |

Die Axpo gab am 27. Januar 2023 bekannt, dass sie ihren Anteil an die belgische Fluxys und die spanische Enagás verkauft. Die Transaktion soll im zweiten Quartal 2023 erfolgen. Fluxys und Enagás werden dann je einen Anteil von 20 % an der Trans Adriatic Pipeline AG halten.

## Geschichte

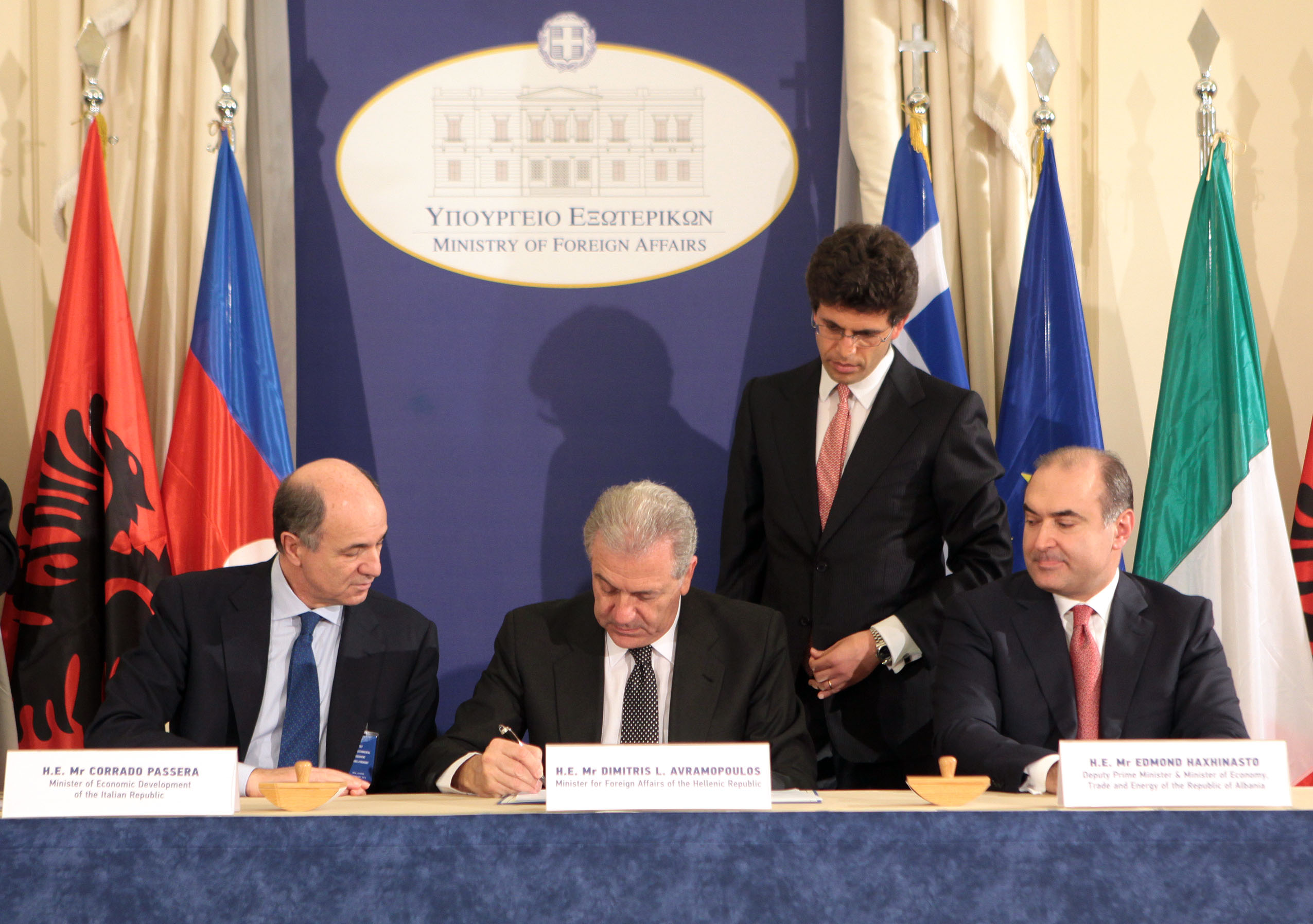
13. Februar 2013: Corrado Passera (Italien), Dimitris Avramopoulos (Griechenland) und Edmond Haxhinasto (Albanien) unterzeichnen das zwischenstaatliche Abkommen

2003 wurde die Realisierbarkeitsstudie erstellt und im März 2006 wurde sie von Axpos Tochterfirma EGL beendet. Die technische, wirtschaftliche und ökologische Durchführbarkeit wurden darin bestätigt.
Im März 2007 beendete man die grundlegenden Planungen, unter anderem eine Untersuchung des Meeresbodens sowie vorläufige Verträglichkeitsstudien. 2008 begann die TAP mit den ersten Detailplanungen.
Das aserbaidschanische Schah-Denis-Konsortium gab im Februar 2012 bekannt, dass es die TAP für die Route nach Italien bevorzuge.
Im September 2012 unterzeichneten Albanien, Griechenland und Italien eine Absichtserklärung, um ihre politische Unterstützung für das Projekt sicherzustellen. Günther Oettinger setzte sich während seiner Amtszeit als Kommissar für Energie massiv für den Bau der Pipeline ein (siehe auch Aserbaidschan-Affäre). Für den Bau dieses Projekts gingen viele Aufträge an das baden-württembergische Unternehmen Herrenknecht, das schließlich Oettinger in seinen Aufsichtsrat berief.
Am 26. Juni 2013 erhielt TAP den Zuschlag zum Transport des Erdgases des Produzentenkonsortiums des Schah-Denis-II-Gasfelds, womit sich TAP gegen die Nabucco-Pipeline durchsetzte.
Im Dezember 2015 übernahm die italienische Snam S.p.A. den 20-%-Anteil an der TAP AG von der norwegischen Statoil.
Anfang März 2016 hat die Europäische Kommission bekannt gegeben, dass die Vereinbarung zwischen Griechenland und der „Trans Adriatic Pipeline AG“ mit den EU-Vorschriften für staatliche Beihilfen vereinbar ist.
Für die Umsetzung waren rund 50 Millionen Personenstunden nötig gewesen, ohne dass es zu einem größeren Unfall gekommen sei. Dies sei für ein Projekt dieser Größe einzigartig, erklärte TAP.
Das Schah-Denis-Konsortium konnte ab 2018 Erdgas zunächst an Georgien und die Türkei liefern. An Silvester 2020 floss erstmals Gas durch die TAP.

### Baufortschritt

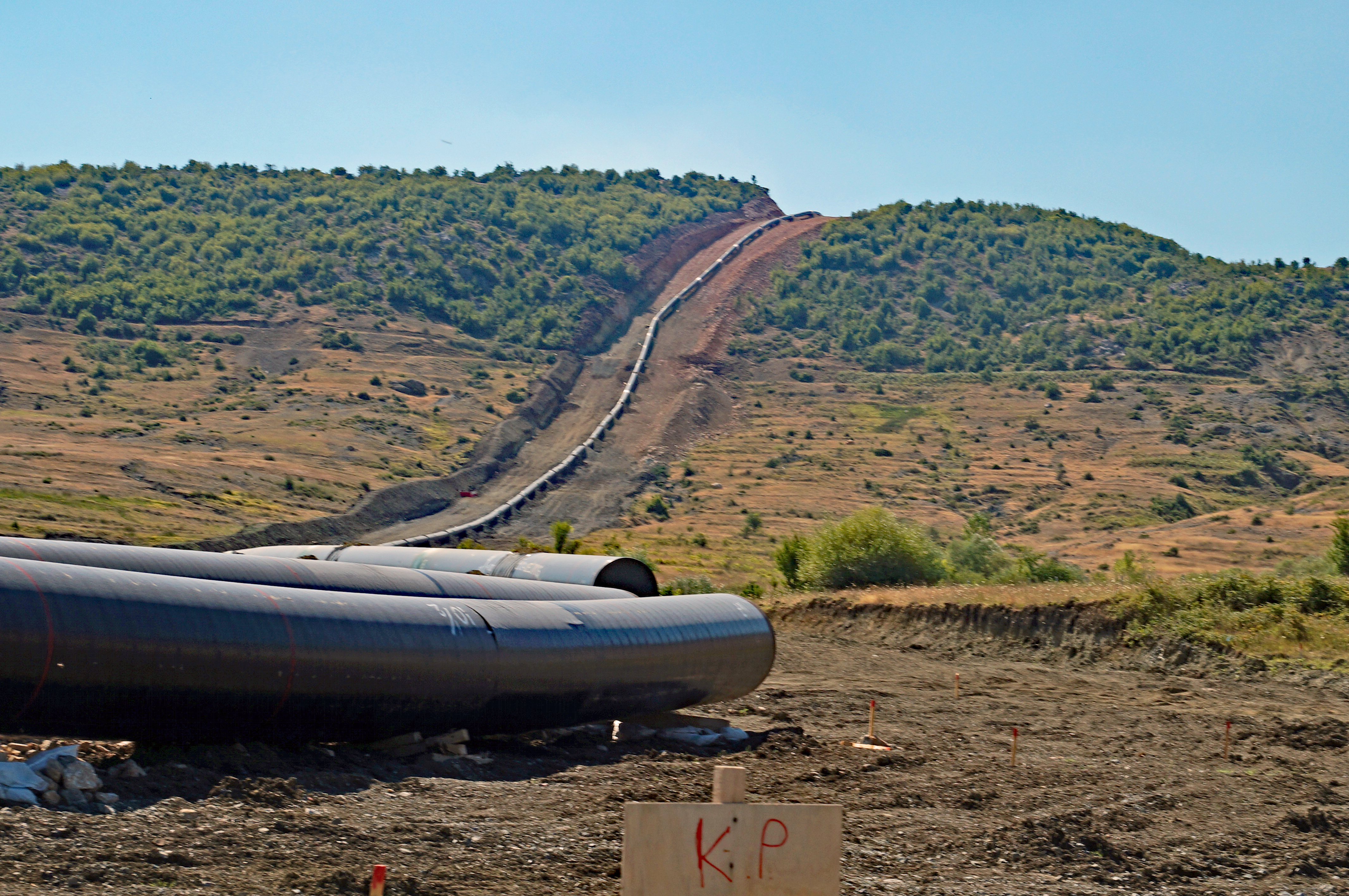
Bau der Pipeline in Albanien westlich von Korça (August 2017)

- 2015: Beginn des Straßen- und Brückenbaus in Albanien, über welche die Trasse der künftigen Pipeline, die durch bergige Gegenden verläuft, erschlossen werden soll.[24]
- Mai 2016: Baubeginn in Griechenland.[25]
- März 2017: Proteste von Umweltaktivisten in Süditalien, die das Abholzen hunderter Olivenbäume und Auswirkungen auf geschützte Tierarten an der Küste befürchten.[26]
- August 2018: 97 % des Pipelinegrabens auf griechischem und albanischen Boden sind fertiggestellt (740 von 765 Kilometern).[27]
- Juni 2020: Abschluss der Arbeiten am Offshore-Teilstück durch die Adria nach rund fünf Monaten Verlegen von Röhren.[28]
- 11. September 2020: Beginn eines Strafprozesses in Lecce (Italien) gegen TAP und verantwortliche Manager wegen Fehlens von notwendigen Baugenehmigungen und wegen Umweltsünden beim Bau der Pipeline und des Terminals in Apulien.[29]
- Oktober 2020: Die Bauarbeiten wurden mit dem Füllen der Pipeline mit Erdgas abgeschlossen.[30]
- 15. November 2020: TAP nimmt den kommerziellen Betrieb auf.[12]